# 22ª edizione dei Critics' Choice Awards
La 22ª edizione dei Critics' Choice Awards si è tenuta l'11 dicembre 2016 presso il Barker Hangar dell'aeroporto di Santa Monica, premiando le migliori produzioni cinematografiche e televisive del 2016. La cerimonia, per la prima volta programmata nel mese di dicembre e con la denominazione unica Critics' Choice Awards sia per i premi cinematografici che televisivi, è stata presentata da T. J. Miller. Le candidature erano state annunciate il 1º dicembre 2016.

## Premi per il cinema

### Miglior film
- La La Land, regia di Damien Chazelle
  - Arrival, regia di Denis Villeneuve
  - Barriere (Fences), regia di Denzel Washington
  - La battaglia di Hacksaw Ridge (Hacksaw Ridge), regia di Mel Gibson
  - Hell or High Water, regia di David Mackenzie
  - Lion - La strada verso casa (Lion), regia di Garth Davis
  - Loving, regia di Jeff Nichols
  - Manchester by the Sea, regia di Kenneth Lonergan
  - Moonlight, regia di Barry Jenkins
  - Sully, regia di Clint Eastwood

### Miglior attore
- Casey Affleck – Manchester by the Sea
  - Joel Edgerton – Loving
  - Andrew Garfield – La battaglia di Hacksaw Ridge (Hacksaw Ridge)
  - Ryan Gosling – La La Land
  - Tom Hanks – Sully
  - Denzel Washington – Barriere (Fences)

### Migliore attrice
- Natalie Portman – Jackie
  - Amy Adams – Arrival
  - Annette Bening – Le donne della mia vita (20th Century Women)
  - Isabelle Huppert – Elle
  - Ruth Negga – Loving
  - Emma Stone – La La Land

### Miglior attore non protagonista
- Mahershala Ali – Moonlight
  - Jeff Bridges – Hell or High Water
  - Ben Foster – Hell or High Water
  - Lucas Hedges – Manchester by the Sea
  - Dev Patel – Lion - La strada verso casa (Lion)
  - Michael Shannon – Animali notturni (Nocturnal Animals)

### Migliore attrice non protagonista
- Viola Davis – Barriere (Fences)
  - Greta Gerwig – Le donne della mia vita (20th Century Women)
  - Naomie Harris – Moonlight
  - Nicole Kidman – Lion - La strada verso casa (Lion)
  - Janelle Monáe – Il diritto di contare (Hidden Figures)
  - Michelle Williams – Manchester by the Sea

### Miglior giovane interprete
- Lucas Hedges – Manchester by the Sea
  - Alex R. Hibbert – Moonlight
  - Lewis MacDougall – Sette minuti dopo la mezzanotte (A Monster Calls)
  - Madina Nalwanga – Queen of Katwe
  - Sunny Pawar – Lion - La strada verso casa (Lion)
  - Hailee Steinfeld – 17 anni (e come uscirne vivi) (The Edge of Seventeen)

### Miglior cast corale
- Moonlight
  - Barriere (Fences)
  - Le donne della mia vita (20th Century Women)
  - Hell or High Water
  - Il diritto di contare (Hidden Figures)
  - Manchester by the Sea

### Miglior regista
- Damien Chazelle – La La Land
  - Mel Gibson – La battaglia di Hacksaw Ridge (Hacksaw Ridge)
  - Barry Jenkins – Moonlight
  - Kenneth Lonergan – Manchester by the Sea
  - David Mackenzie – Hell or High Water
  - Denis Villeneuve – Arrival
  - Denzel Washington – Barriere (Fences)

### Miglior sceneggiatura originale
- Damien Chazelle – La La Land (ex aequo)
- Kenneth Lonergan – Manchester by the Sea (ex aequo)
  - Barry Jenkins – Moonlight
  - Yorgos Lanthimos e Efthimis Filippou – The Lobster
  - Jeff Nichols – Loving
  - Taylor Sheridan – Hell or High Water

### Miglior sceneggiatura non originale
- Eric Heisserer – Arrival
  - Luke Davis – Lion - La strada verso casa (Lion)
  - Tom Ford – Animali notturni (Nocturnal Animals)
  - Todd Komarnicki – Sully
  - Allison Schroeder e Theodore Melfi – Il diritto di contare (Hidden Figures)
  - August Wilson – Barriere (Fences)

### Miglior fotografia
- Linus Sandgren – La La Land
  - Stéphane Fontaine – Jackie
  - James Laxton – Moonlight
  - Seamus McGarvey – Animali notturni (Nocturnal Animals)
  - Bradford Young – Arrival

### Miglior scenografia
- Sandy Reynolds-Wasco e David Wasco – La La Land
  - Stuart Craig, James Hambidge e Anna Pinnock – Animali fantastici e dove trovarli (Fantastic Beasts and Where to Find Them)
  - Jess Gonchor e Nancy Haigh – La legge della notte (Live by Night)
  - Paul Hotte, André Valade e Patrice Vermette – Arrival
  - Véronique Melery e Jean Rabasse – Jackie

### Miglior montaggio
- Tom Cross – La La Land
  - John Gilbert – La battaglia di Hacksaw Ridge (Hacksaw Ridge)
  - Blu Murray – Sully
  - Nat Sanders e Joi McMillon – Moonlight
  - Joe Walker – Arrival

### Migliori costumi
- Madeline Fontaine – Jackie
  - Colleen Atwood – Animali fantastici e dove trovarli (Fantastic Beasts and Where to Find Them)
  - Consolata Boyle – Florence (Florence Foster Jenkins)
  - Joanna Johnston – Allied - Un'ombra nascosta (Allied)
  - Eimer Ní Mhaoldomhnaigh – Amore e inganni (Love & Friendship)
  - Mary Zophres – La La Land

### Miglior trucco
- Jackie
  - Doctor Strange
  - La battaglia di Hacksaw Ridge (Hacksaw Ridge)
  - Animali fantastici e dove trovarli (Fantastic Beasts and Where to Find Them)
  - Star Trek Beyond

### Migliori effetti speciali
- Il libro della giungla (The Jungle Book)
  - Arrival
  - Doctor Strange
  - Animali fantastici e dove trovarli (Fantastic Beasts and Where to Find Them)
  - Sette minuti dopo la mezzanotte (A Monster Calls)

### Miglior film d'animazione
- Zootropolis (Zootopia), regia di Byron Howard, Rich Moore e Jared Bush
  - Alla ricerca di Dory (Finding Dory), regia di Andrew Stanton ed Angus MacLane
  - Kubo e la spada magica (Kubo and the Two Strings), regia di Travis Knight
  - Oceania (Moana), regia di Ron Clements e John Musker
  - La tartaruga rossa (The Red Turtle), regia di Michaël Dudok de Wit
  - Trolls, regia di Mike Mitchell e Walt Dohrn

### Miglior film d'azione
- La battaglia di Hacksaw Ridge (Hacksaw Ridge)
  - Doctor Strange
  - Jason Bourne
  - Captain America: Civil War
  - Deadpool

### Miglior attore in un film d'azione
- Andrew Garfield – La battaglia di Hacksaw Ridge (Hacksaw Ridge)
  - Benedict Cumberbatch – Doctor Strange
  - Matt Damon – Jason Bourne
  - Chris Evans – Captain America: Civil War
  - Ryan Reynolds – Deadpool

### Miglior attrice in un film d'azione
- Margot Robbie – Suicide Squad
  - Gal Gadot – Batman v Superman: Dawn of Justice
  - Scarlett Johansson – Captain America: Civil War
  - Tilda Swinton – Doctor Strange

### Miglior film commedia
- Deadpool
  - Una spia e mezzo (Central Intelligence)
  - Don't Think Twice
  - The Edge of Seventeen
  - Ave, Cesare! (Hail, Caesar!)
  - The Nice Guys

### Miglior attore in un film commedia
- Ryan Reynolds – Deadpool
  - Ryan Gosling – The Nice Guys
  - Hugh Grant – Florence (Florence Foster Jenkins)
  - Dwayne Johnson – Una spia e mezzo (Central Intelligence)
  - Viggo Mortensen – Captain Fantastic

### Miglior attrice in un film commedia
- Meryl Streep – Florence (Florence Foster Jenkins)
  - Kate Beckinsale – Amore e inganni (Love & Friendship)
  - Sally Field – Hello, My Name Is Doris
  - Kate McKinnon – Ghostbusters
  - Hailee Steinfeld – The Edge of Seventeen

### Miglior film sci-fi/horror
- Arrival
  - 10 Cloverfield Lane
  - Doctor Strange
  - Man in the Dark (Don't Breathe)
  - Star Trek Beyond
  - The Witch

### Miglior film straniero
- Elle, regia di Paul Verhoeven • Francia, Belgio, Germania
  - Il cliente (Forušande), regia di Asghar Farhadi • Iran
  - Julieta, regia di Pedro Almodóvar • Spagna
  - Mademoiselle (Agassi), regia di Park Chan-wook • Corea del Sud
  - Neruda, regia di Pablo Larraín • Argentina, Cile, Spagna, Francia
  - Vi presento Toni Erdmann (Toni Erdmann), regia di Maren Ade • Germania, Austria, Romania, Svizzera

### Miglior canzone
- City of Stars – La La Land
  - Audition (The Fools Who Dream) – La La Land
  - Can't Stop the Feeling! – Trolls
  - Drive It Like You Stole It – Sing Street
  - How Far I'll Go – Oceania (Moana)
  - The Rules Don't Apply – L'eccezione alla regola (Rules Don't Apply)

### Miglior colonna sonora
- Justin Hurwitz – La La Land
  - Nicholas Britell – Moonlight
  - Jóhann Jóhannsson – Arrival
  - Mica Levi – Jackie
  - Dustin O'Halloran e Hauschka – Lion - La strada verso casa (Lion)

## Premi per la TV

### Programmi

#### Miglior serie drammatica
- Il Trono di Spade (Game of Thrones)
  - Mr. Robot
  - Better Call Saul
  - The Crown
  - Stranger Things
  - This Is Us
  - Westworld - Dove tutto è concesso (Westworld)

#### Miglior serie commedia
- Silicon Valley
  - Atlanta
  - Black-ish
  - Fleabag
  - Modern Family
  - Unbreakable Kimmy Schmidt
  - Veep - Vicepresidente incompetente (Veep)

#### Miglior miniserie o film per la televisione
- American Crime Story  (The People v. O. J. Simpson: American Crime Story)
  - All the Way
  - Confirmation - Una donna per la verità (Confirmation)
  - Killing Reagan
  - Radici (Roots)
  - The Night Manager

#### Miglior serie animata
- BoJack Horseman
  - Archer
  - Bob's Burgers
  - I Simpson (The Simpsons)
  - South Park
  - Son of Zorn

#### Miglior serie "bingeworthy"
- Outlander
  - Il Trono di Spade (Game of Thrones)
  - Stranger Things
  - Catastrophe
  - Bates Motel
  - Mr. Robot

#### Miglior reality strutturato
- Shark Tank
  - Chopped
  - Inside the Actors Studio
  - Penn & Teller: Fool Us
  - Project Runway
  - Undercover Boss

#### Miglior reality non strutturato
- Anthony Bourdain: Parts Unknown
  - Chrisley Knows Best
  - Cops
  - Deadliest Catch
  - Intervention
  - Nudi e crudi (Naked and Afraid)

#### Miglior talent show
- The Voice
  - The Amazing Race
  - America's Got Talent
  - MasterChef Junior
  - America's Next Drag Queen  (RuPaul's Drag Race)
  - Skin Wars

#### Miglior talk show
- The Late Late Show with James Corden
  - The Daily Show with Trevor Noah
  - Full Frontal with Samantha Bee
  - Jimmy Kimmel Live!
  - Last Week Tonight with John Oliver
  - The Tonight Show Starring Jimmy Fallon

### Recitazione e conduzione

#### Miglior attore in una serie drammatica
- Bob Odenkirk  – Better Call Saul
  - Sam Heughan  – Outlander
  - Rami Malek – Mr. Robot
  - Matthew Rhys  – The Americans
  - Liev Schreiber – Ray Donovan
  - Kevin Spacey – House of Cards - Gli intrighi del potere

#### Miglior attrice in una serie drammatica
- Evan Rachel Wood – Westworld - Dove tutto è concesso
  - Caitriona Balfe – Outlander
  - Viola Davis  – Le regole del delitto perfetto
  - Tatiana Maslany – Orphan Black
  - Keri Russell  – The Americans
  - Robin Wright – House of Cards - Gli intrighi del potere

#### Miglior attore in una serie commedia
- Donald Glover – Atlanta
  - Anthony Anderson  – Black-ish
  - Will Forte – The Last Man on Earth
  - Bill Hader– Documentary Now!
  - Patrick Stewart – Blunt Talk
  - Jeffrey Tambor – Transparent

#### Miglior attrice in una serie commedia
- Kate McKinnon – Saturday Night Live
  - Ellie Kemper  – Unbreakable Kimmy Schmidt
  - Julia Louis-Dreyfus  – Veep - Vicepresidente incompetente (Veep)
  - Tracee Ellis Ross  – Black-ish
  - Phoebe Waller-Bridge – Fleabag
  - Constance Wu – Fresh Off the Boat

#### Miglior attore in un film o miniserie
- Courtney B. Vance – American Crime Story
  - Bryan Cranston  – All the Way
  - Benedict Cumberbatch – Sherlock: L'abominevole sposa (Sherlock: The Abominable Bride)
  - Cuba Gooding Jr. – American Crime Story
  - Tom Hiddleston  – The Night Manager
  - Tim Matheson – Killing Reagan

#### Miglior attrice in un film o miniserie
- Sarah Paulson – American Crime Story
  - Olivia Colman – The Night Manager
  - Felicity Huffman – American Crime
  - Cynthia Nixon  – Killing Reagan
  - Lili Taylor  – American Crime
  - Kerry Washington  – Confirmation - Una donna per la verità (Confirmation)

#### Miglior attore non protagonista in una serie drammatica
- John Lithgow – The Crown
  - Peter Dinklage  – Il Trono di Spade
  - Kit Harington  – Il Trono di Spade
  - Michael McKean  – Better Call Saul
  - Christian Slater  – Mr. Robot
  - Jon Voight – Ray Donovan

#### Miglior attrice non protagonista in una serie drammatica
- Thandie Newton  – Westworld - Dove tutto è concesso
  - Christine Baranski – The Good Wife
  - Emilia Clarke  – Il Trono di Spade
  - Lena Headey  – Il Trono di Spade
  - Maura Tierney  – The Affair - Una relazione pericolosa
  - Constance Zimmer – Unreal

#### Miglior attore non protagonista in una serie commedia
- Louie Anderson – Baskets
  - Andre Braugher – Brooklyn Nine-Nine
  - Tituss Burgess – Unbreakable Kimmy Schmidt
  - Ty Burrell  – Modern Family
  - Tony Hale – Veep - Vicepresidente incompetente
  - T. J. Miller– Silicon Valley

#### Miglior attrice non protagonista in una serie commedia
- Jane Krakowski – Unbreakable Kimmy Schmidt
  - Julie Bowen  – Modern Family
  - Anna Chlumsky – Veep - Vicepresidente incompetente
  - Allison Janney – Mom
  - Judith Light – Transparent
  - Allison Williams – Girls

#### Miglior attore non protagonista in un film o miniserie
- Sterling K. Brown  – American Crime Story
  - Lane Garrison  – Radici
  - Frank Langella  – All the Way
  - Hugh Laurie– The Night Manager
  - John Travolta – American Crime Story (The People v. O. J. Simpson: American Crime Story)
  - Forest Whitaker  – Radici (Roots)

#### Miglior attrice non protagonista in un film o miniserie
- Regina King – American Crime
  - Elizabeth Debicki  – The Night Manager
  - Sarah Lancashire  – The Dresser
  - Melissa Leo  – All the Way
  - Anna Paquin – Radici
  - Emily Watson – The Dresser

#### Miglior guest star in una serie drammatica
- Jeffrey Dean Morgan – The Walking Dead
  - Mahershala Ali – House of Cards - Gli intrighi del potere (House of Cards)
  - Lisa Bonet – Ray Donovan
  - Ellen Burstyn– House of Cards - Gli intrighi del potere (House of Cards)
  - Michael J. Fox– The Good Wife
  - Jared Harris – The Crown

#### Miglior guest star in una serie commedia
- Alec Baldwin – Saturday Night Live
  - Christine Baranski – The Big Bang Theory
  - Larry David – Saturday Night Live
  - Lisa Kudrow  – Unbreakable Kimmy Schmidt
  - Liam Neeson – Inside Amy Schumer

#### Miglior presentatore di un reality o talent show
- Anthony Bourdain – Anthony Bourdain: Parts Unknown
  - Ted Allen – Chopped
  - Tom Bergeron – Dancing with the Stars
  - Nick Cannon – America's Got Talent
  - Carson Daly – The Voice
  - RuPaul – America's Next Drag Queen